# واشنطن كابيتالز
واشنطن كابيتالز (بالإنجليزية: Washington Capitals)‏ هو فريق هوكي جليد أمريكي محترف يلعب في الشعبة المتروبولية من القسم الشرقي في دوري الهوكي الوطني (NHL).